# 戦闘艦
戦闘艦（せんとうかん、combatant ship）は、戦闘を主な目的とする軍艦。これに対し、戦闘艦以外の軍艦は補助艦(補助艦艇)と呼ばれる。

## 概説
主要な戦闘艦は、排水量などにより大きい順に戦艦・巡洋艦・駆逐艦・フリゲート・コルベットに分けられる。ただし、これらの区別は排水量だけで決められるものではなく、特に、これらの艦種名の意味合いは時代によって大きく異なる。
また、艦自体は戦闘を行わないが、航空母艦・強襲揚陸艦などを含めることもある。
潜水艦の多くも戦闘艦であるが、潜水艦を含まない「水上戦闘艦（surface combatant）」という言葉を使うことも多い。